# Joseph Niesert
Johann Heinrich Joseph Niesert (* 27. November 1766 in Münster; † 14. Juni 1841 in Velen) war ein deutscher katholischer Geistlicher, Handschriften- und Siegelsammler, Historiker und Numismatiker. Er ist nach Nikolaus Kindlinger ein Mitbegründer der westfälischen Geschichtsforschung.

## Leben
Er wurde als ältestes Kind des Kupferschmiedes Bernhard Joseph Niesert geboren und, nachdem er seine Examina mit Auszeichnung bestanden hatte, am 20. September 1790 zum katholischen Priester geweiht. 1791 trat er eine Stelle als Kaplan in Drensteinfurt an.
Am 19. Januar 1796 nahm er die Stelle eines Hofmeisters und Erziehers beim Freiherrn Paul Joseph von Landsberg-Velen auf Velen an. Nach großen persönlichen Schwierigkeiten mit seinem Dienstherren setzte er sich, als es im Jahre 1804 um die Neubesetzung der Pfarrstelle in Velen ging, durch.
Niesert wird zu jener Zeit von seinem ehemaligen Kaplan Weidlich als herrschsüchtig und rechthaberisch bezeichnet, der ständig „Ärger und Krakel“ mit seiner Gemeinde gehabt habe, aber keinen persönlichen Umgang pflegte.
Sehr bald kam es zum Zerwürfnis zwischen der Gemeinde und dem neuen Pfarrer: Niesert hätte ohne Zustimmung der Gemeinde die alten Kirchenglocken zerschlagen lassen und neue bestellt. Die größte der neuen Glocken erhielt eine Umschrift: ... als Joseph Niesert Pastor in Velen war. Die Kosten von 2200 Talern brachte er dadurch auf, dass er den kirchlichen Wald an einen Holzhändler verkaufte. Es kam zum Rechtsstreit zwischen Pfarrer und Gemeinde, der erst nach Jahren beigelegt werden konnte.
Nach Kaplan Weidlich schloss sich Niesert vor seiner Gemeinde durch seinen „Küchendrachen“ ab. So blieb ihm Zeit für seine eigentliche Leidenschaft: das Sammeln von Büchern, Urkunden, Manuskripten und anderen Altertümern. Er bearbeitete das gesammelte Gut wissenschaftlich und machte es der Öffentlichkeit zugänglich.
Neben seiner Pfarrerstelle und Hofmeisterstelle in Velen war er als Benefiziat des aufgehobenen Domkapitels Paderborn und Vikar von St. Aegidii in Münster in seinen Einnahmen abgesichert. Er war Mitglied in der Gesellschaft Pro excolendo jure patrio zu Groningen und besonders aktiv in der Gesellschaft für Geschichte und Altertumskunde Westfalens. Auch für archäologische Fragen zeigte er Interesse.

## Nachlass
Am 20. Mai 1841 setzte Joseph Niesert sein Testament auf. Darin vermachte er sämtliche von ihm kopierten Urkunden über die Herrschaft Gemen und Raesfeld dem Grafen Landsberg. Von seinem literarischen Kunstnachlass sollte ein vollständiger und instruktiver Katalog gedruckt und der Nachlass versteigert werden.
Joseph Niesert hinterließ laut Katalog: 16.366 Bände Bücher; 322 Handschriften; 600 Urkunden und Urkundenkonvolute; 8.432 Münzen, davon viele in Gold und Silber, darunter 43 Silbermünzen aus der Zeit Kaiser Antoninus Pius’ (138–161),  400 Holzschnitte; 800 Kupferstiche; 32 römische und germanische Heiligtümer, 450 Siegel,  1261 Siegelabgüsse; 450 Abgüsse vom gelehrten Siegel; 500 unsortierte Siegelabgüsse; 5.000 Wappen; 2.300 Abgüsse von antiken Gemmen; zwei Schränke mit einer Muschelsammlung; zwei Schränke mit einer Mineraliensammlung sowie ein Herbarium.
Von seiner Büchersammlung stehen heute etwa 50 Inkunabeln in der Bodleian Library in Oxford, und in der British Library London, in einer Bibliothek in Brüssel, weitere befinden sich in der Universitätsbibliothek Münster (28 aus der „Bibliotheca Paulina“ und weitere aus der Collectio Erhard). Bücher aus seiner Sammlung tauchen noch heute auf dem Kunstmarkt auf.

## Werke (Auswahl)
Mit seiner großen Bibliothek und seinen Sammlungen konnte er bei seinen wissenschaftlichen Arbeiten aus dem vollen schöpfen. Er veröffentlichte während seines Lebens eine große Anzahl von Aufsätzen und schrieb über dreißig Bücher. Es verwundert nicht, dass der Büchersammler sich auch mit der Geschichte des Buchdrucks beschäftigte. Aus seiner Münzsammlung entstanden seine „Beiträge zur Münzkunde des ehemaligen Hochstifts Münster von der ältesten Zeit bis zur Verweltlichung desselben“, Coesfeld 1838. Auf den ersten Seiten des Buches listet er alle die Bücher zur Münzkunde auf, die sich zum Zeitpunkt der Drucklegung in seinen Besitz befanden.
- Robert Simson: Mathias Reder (Übers.), J. H. Joseph Niesert (Hrsg.): Die sechs ersten Bücher, nebst dem eilften und zwölften der Elemente des Euclids. Mit Verbesserung der Fehler, wodurch Theon und Andere diese Bücher entstellt haben und den Elementen der ebenen und sphärischen Trigonometrie. Band 2. Kritische Anmerkungen und Zusätze, sowohl über die Abweichungen dieser Auflage vom griechischen Texte und deren Ursachen, als auch über einige besondere Elemente der ebenen und sphärischen Trigonometrie. 1806.
- Selectae quaedam propositiones geometricae methodo analytica veterun solutae. 1812.
- Das Recht des Hofes zu Loen: ein verbesserter Abdruck aus einer authentischen Abschrift mit erklärenden Anmerkungen und einer Einleitung über die hofhörigen Verhältnisse; ein Beitrag zur Geschichte des westfälischen Bauernhofes. 1818.
- Beiträge zu einem Münsterischen Urkundenbuche aus vaterländischen Archiven. Abt. 1 und 2. Münster 1823 (Google, Google).
- Münsterische Urkundensammlung
  - Band 1: Urkunden zur Geschichte der Münsterischen Wiedertaufer. Coesfeld 1826 (Google)
  - Band 2: welcher Urkunden v. J. 800 - 1280 enthält, und mit einem vollständigen Register versehen ist. Coesfeld 1827 (Google)
  - Band 3: Urkunden über Städtegründung, Stadtrechte, das Gildewesen und die Hanse: Mit einem Siegelabdruck. Coesfeld 1829
  - Band 4: 1. Urkunden über Synodal und Archidiakonal-Gegenstände. 2. über mehrere Stifte aus dem XII. Jahrh. 3. über Vogteien mehrerer Stifte. 4. über die Vogtei des Stiftes Borchost. 5. über die Vogtei des Stiftes Breden. Coesfeld 1832 (Google)
  - Band 5: in zwei Abteilungen - 1. Ueber die Herrschaft Steinford 2. Ueber Ottenstein, Coesfeld 1834, Google
  - Band 6: welcher I. die Fortsetzung der Urkunden über die Herrschaft Steinford bis zu dem Vergleich mit Münster 1716, II. Urkunden über die Gronau, und einen Nachtrag z.V.B. enthält. Coesfeld 1835 (Google)
  - Band 7: in drei Abtheilungen: I. Ueber Synodal- und Archidiakonal-Gegenstände (Seite 1-133.) II. 1. Capitulationen und ertheilte Privilegien Münsterscher Bischöfe. 2. Ueber die Postulation des jungen Herzogs Johann Wilhelm von Jülich, Cleve ( Seite 134-259.) III. Ueber das Domkapitel. 1. Kirchl. Verfassung. Statuten, Präbendenwesen, Obedienzen, Verbrüderungben, alte Bräuche und Gewohnheiten ( Seite 259-435.) 2. Gerechtsame, Regalien, Güter. ( Seite 435-542.) 3. Auszüge aus dem Liber reddituum und Rotgeri ( Seite 542-611.) Nebst einem Register. Coesfeld 1837 (Google)
- Beiträge zur Münzkunde des ehemaligen Hochstifts Münster: von der ältesten Zeit bis zur Verweltlichung desselben: mit historischen und kritischen Bemerkungen. Band 1: Coesfeld 1838 (Google).
- Codex diplomaticus Steinfordiensis oder Urkundensammlung zur Geschichte der Herrschaft Steinford. 2 Bände. Coesfeld 1834 (Google, Google).
- Beiträge zur Buchdruckergeschichte Münsters: oder Verzeichniß der vom Jahr 1486 bis 1700 zu Münster gedruckten Bücher. 1828 (Google)
- Beiträge zur Buchdruckergeschichte Münsters: Fortgesezte Beiträge zu einer Buchdruckergeschichte Münsters. 1834.
- Literärische Nachricht über die erste zu Köln gedruckte niederdeutsche Bibel. Coesfeld 1825 (Google).
- Beweis der Originalität der von Mentelin vor 1466 gedruckten Schrift des H. Augustinus De arte praedicundi. 1825.
- Merkwürdiger Hexen-Process gegen den Kaufmann G. Köbbing zu Coesfeld im Jahre 1632 geführt, Vollständig aus den Original-Acten mitgetheilt und mit einer Vorrede. 1827.
- Über die Gründung des Cistercienser Nonnen-Klosters Marienborn und Verlegung desselben nach Coesfeld: eine historische Untersuchung Coesfeld 1830.
- Nachträge, Ergänzungen und Berichtigungen zu der Ersten Abth. der Beiträge zur Münzkunde des ehemaligen Hochstifts Münster etc. 1840.
- Catalogus ... bibliothecae pastoris Niesert ... quae ... vendetur. 1842 (Exempl. Uni Oxford).